# Крига (роман)
«Крига»  (пол. «Lód») — альтернативно-історичний роман Яцека Дукая, виданий 6 грудня 2007 року в краківському видавництві «Wydawnictwo Literackie». Головний герой — польський математик та завзятий картяр Бенедикт Ґерославський, який співпрацює з Альфредом Тарським над створенням багатозначної логіки.
За версією Яцека Дукая, це науково-фантастичний роман, у якому наукова частина — історіософія. У романі поєднується альтернативна фізика та логіка. Сюжет побудований на альтернативному баченні історії, філософії, психології, біології і фізіології.
Роман «Крига» отримав низку нагород та відзнак. Найвідоміша з них — Премія Європейського Союзу з літератури в 2009 році. Він також відзначений найавторитетнішою в жанрі фантастики польською літературною Меморіальною премією імені Януша Зайделя. «Крига» має низку інших нагород.
Українською мовою роман «Крига» вийшов у двох книгах 2018 року у Видавництві «Астролябія» в рамках проекту Класична та сучасна європейська література в Україні, підтриманого програмою Єврокомісії «Креативна Європа». Переклав твір Андрій Павлишин.
Книга отримала схвальні відгуки літературних критиків.

## Опис

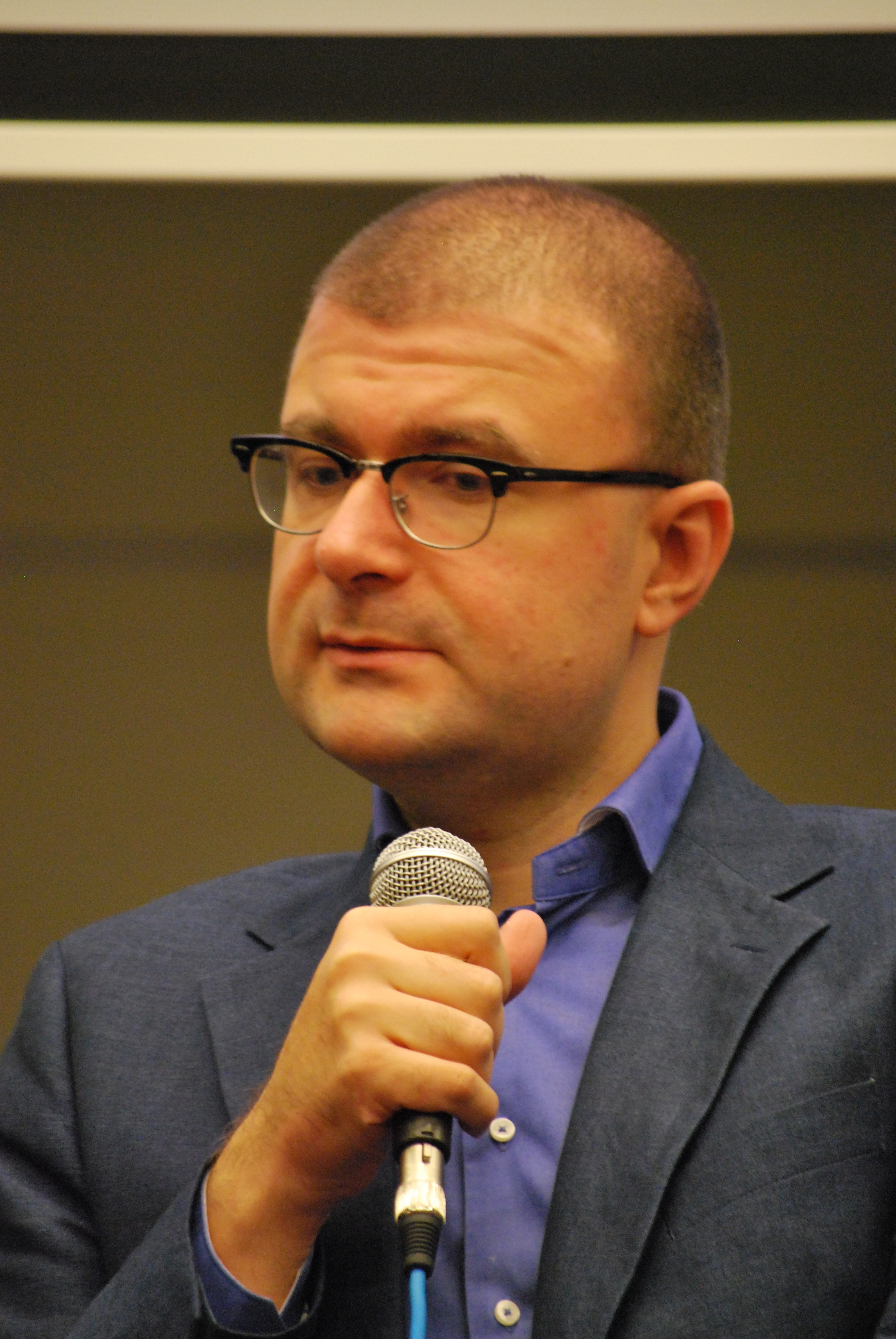
Автор роману «Крига» Яцек Дукай у 2012 році

### Зміст книги
Події у романі «Крига» розгортаються 1924 року в альтернативно-історичній площині. Після падіння Тунгуського метеориту у 1908 році на теренах Євразії розпочалась аномальна зима. Перша світова війна, за версією автора роману, не відбулась, а територія Російської імперії внаслідок Тунгуської події опинилась під кригою. У цей час польські підпільники відстоюють право на незалежність. Один з них, потрапивши у заслання, встановив зв'язок з лютими, після чого він став легендарно відомим Батьком Морозом. Царська політична поліція з Міністерства Зими намагається завербувати Батька Мороза, щоб зібрати інформацію про Янголів Холоду. Заради цього вони відправляють на пошуки Батька Мороза його сина, математика та азартного гравця Бенедикта Ґєрославського. Він мандрує глибинами крижаної землі Сибіру Транссибірським експресом. Бенедикт опиняється у центрі політичних інтриг двох партій: консервативної, яка сповідує ідею «замороженої Росії», та революційної, яка прагне політичної відлиги. Події роману також відбуваються у Варшаві.

### Фабула
Альтернативна до реальної історії реальність, 1924 рік. Велика війна не відбулась, Польща залишилась у складі Російської імперії. Тунгуський метеорит, який упав на територію Сибіру 1908 року, вкрив значну частину Сибіру кригою, яка поширилась аж до Варшави. Через це встановилась вкрай низька температура на всьому континенті, запанувала затяжна зима, яка час від часу «приморожувала» лютих — ймовірно, корінних жителів Криги. Їхня кров — це гелій, температура тіла близька до абсолютного нуля. Їхнє існування підтримується за допомогою новоутвореного мінералу тунгетиту. Люті пересуваються Дорогами Мамонтів, т. зв. «енергетичними жилами» Землі, які існували впродовж століть, а стали знову активними через Тунгуський вибух. Ці шляхи ведуть до країни Мертвих. У романі описано п'ять випадків, коли, потрапивши на ці шляхи, люди перетворювались «пєгнарових големів» — аналогія зомбі. Тема воскресіння людських тіл пов'язана із доктриною Миколи Федорова.
Через кригу змінюються корисні копалини. Наприклад, залізо внаслідок холоду перетворилось на зимнізо (зимове залізо) з іншими, набагато потужнішими властивостями. Видобуток великої кількості копалин призводить до збільшення капіталу, зароджується індустріальний олігархат. Крига заморожує історію та філософію, людська психіка змінює закони логіки та психологію буття. Наприклад, багатозначна логіка Літа перетворюється на двозначну Зиму без проміжних ступенів між істинами і неправдами. Старий політичний режим консервується. Підприємство «Сибірхожет» має необмежений вплив у цій самодержавній імперії, з бюрократією, інтригами та корупцією асоціюється із Газпромом. В державі процвітають корупція та політичні інтриги. У романі також присутня любовна лінія.

### Особливості жанру
Роман за ретростилістикою належить до жанру наукової фантастики, а саме до такого її напрямку, як стимпанк. Йдеться про цивілізацію, котра досконало опанувала механіку та технології парових машин. Це пов'язано із Тунгуською подією, де виникли нові мінерали та речовини. Дукай використав багато елементів стимпанкового світу: суспільні настрої, віра в прогрес, сектантство, нігілізм, передреволюційна напруга, революційна відлига, божевільні вчені та інженери, таємна поліція, ідейні політики, пролетарі, капіталісти, шпигуни, клерки, бюрократи. З урбаністичних описів у романі можна виділити фабричні цехи, лабораторії, вугільні печі, сморід, бідноту, похмуре небо, вживання бідняками махорки та самогону та інші. Наявні винаходи: ажурні вежі Зимовного Ніколаєвська, Транссибірський експрес, холодильник та криговізор, пристрої Ніколи Тесли від поми Ктарбінського до Великого Молота, використовується зброя промислової революції, часткове освітлення, так зване антисвітло тьмсвітло. Електричні технології розвиваються альтернативно у вигляді теселектрики, яку отримують завдяки тьмідині, що працює на пристрої Тесли.
При цьому, світ, описаний Яцеком Дукаєм у романі, можна вважати певною опозицією до таких, які зазвичай зустрічаємо у науковій фантастиці. Адже автор використав актуальні знання та реалістичне зображення світу, не акцентуючи увагу на елементах чудесності та казковості, притаманним жанрам фентезі. По суті він змальовує земну реальність у замороженому світі.
Фантастичні історичні події, природні явища та науково-технічні винаходи описуються реалістично. Читача залучено до особливої комунікації: гіпотетичне існування паралельної історії перетворюється на фікцію реального факту, тож інформувати про це читача стає складно в умовах звертання до досвіду, який суперечить усталеним уявленням про минуле. Широко представлені русизми як засіб характеристики персонажів.
Головний герой задається філософськими питаннями. Наприклад, чи історія і правда є необхідними та єдино правильними, чи піддаються вони управлінню. Це характеризується як пізнавальний релятивізм. Загалом в дискусіях є плюралізм думки, який схожий на гру із традицією.
Під час подорожі Транссибом Ґерославський змінюється. Із сором'язливого, невпевненого у собі молодого чоловіка із несформованими поглядами та нечіткими поняттями він перетворюється на стійку людину. Зміни відбуваються після дотику до Лютого. Він здобув «щирі переконання у справах добра і зла, релігії і політики, людей і світу».
У романі «Крига» Яцек Дукай торкається гострих питань польської історії, зокрема він ставить під сумнів той факт, що відновлення державності в 1918 році стало неминучим наслідком духовної цінності польської культури, закономірним результатом боротьби і мучеництва поколінь. У книжці зазначається, що незалежна Польща може відновити державу лише на теренах Літа, де речі є нелогічними, а саме збереження сильної Речі Посполитої на думку романного Юзефа Пілсудського можливе лише після нового замороження. Втім, автор не зосереджений на моменті зміни історії. Зберігаючи інтригу, він поступово пояснює політичні, історичні, природні, технологічні та психологічні наслідки падіння Тунгуського метеориту.
Загалом, через свою псевдоісторичність роман «Крига» має певні риси постмодернізму. «Це твір про правдивість можливого і важливість незвершеного, облудність і реальність понять людської мови».

## Персонажі
- Бенедикт Ґерославський — головний герой, картяр та математик, син Батька Мороза.
- Єлена Муклянович — кохана головного героя.
- Нікола Тесла — інженер під псевдонімом Драган, громадянин США, серб, винахідник, фізик.
- Ґріґорій Распутін — російський авантюрист, шарлатан і містик, фаворит Ніколая II та імператриці Алєксандри Фйодоровни
- Чинґіз Щекельніков — квадратний чоловік з квадратними лапами.
- Альфред Тайтельбаум — математик, помічник Бенедикта Ґєрославського
- Доктор Конєшин — дослідник логіки.
- Юнал Таїб Фессар — картяр та завзятий курець.
- Юзеф Пілсудський — ідейний голова польського підпільного руху.
- Адам Блютфельд — дослідник, дворянського походження.
- Ґертруда Блютфельд — дружина Адам Блютфельда.
- Юлес Фероуссе — польський підпільник.
- князь Блуцький-Осєй — виконавець поручення Миколи II у Владивостоці.
- княгиня Блуцька-Осєй — придворна мартиновка.
- Капітан Прівєженський — офіцер Російської імперії, завзятий картяр та курець.
- Крістіна Філіпов — молода коханка доктора Тесли.
- Мефодій Карповіч П'єлька — брав участь в єкатеринбурзькій авантюрі.
- Філімон Романовіч Зєйцов — підпалювач газетний[4][5].

## Критика
Книга Яцека Дукая стала європейським бестселером. Роман «Крига» визнали польською книгою року в Європейському Союзі в 2009 році. Роман отримав чимало схвальних відгуків. Суспільно-політичний журнал «Polityka» зазначив, що автор «жонглює нитками, перекрутивши зворотне значення архетипів або виявлення парадоксів у добре відомі, скоріш за все, мотиви». Геймерський портал Gram.pl в огляді відзначив відмінну майстерність написання та мову, широку уяву та імпульс з хорошим обсягом. Літературний портал Granice.pl схарактеризував книгу як «тисяча сторінок елегії про те, як зробити існуючого чоловіка з неіснуючої людини». Літературне видання «Paradoks» порівняло книгу із Транссибірською залізницею, зазначивши, що "це досить складне завдання для такого типу читача, який в літературі шукає інтелектуальний виклик, всеохопну розвагу та загальне уявлення. Наголосивши, що «тут все монументально». Газета «Wyborcza» зазначила, що автор роману «грає із сучасними польськими питаннями більше, ніж будь-яка книга». Видання «Head of Zeus» схарактеризувало роман «Крига» як «1000-сторінковий шедевр польської наукової фантастики». Рецензент видання «Польща-Європа-Світ» написав, що він «починає шукати відповіді на запитання про складну сутність і взимку і влітку, дукаєвського інь і янь».
Володимир Арєнєв відзначив, що «це історія про Російську імперію, побачена очима поляка. Тут багато стилізації під переклади російської літератури часів царської Росії». Перекладач Андрій Павлишин сказав, що «ми маємо справу із замороженою реальністю початку XX століття. Замороженою настільки, що застигла сама історія, політичні вподобання її персонажів, сподівання та смаки. Тож не дивно, що заморозилася і мова та звички мешканців території, ураженої кригою».
Чи не єдиним недоліком книги, на думку небагатьох літературних критиків, є те, що вона має понад тисячу сторінок та розрахована не для розважного читва.
Загалом критики оцінили книгу на високому рівні. Роман «Крига» отримав ряд премій та нагород.

## Відзнаки

### Нагороди та премії
- Меморіальна премія імені Януша Зайделя (2007)[14]
- Головна нагорода Літературної премії імені Єжи Жулавського (2008)[15]
- Польський роман року Премії Фундації ім. Косцєльських (2008)[16]
- Премія Європейського Союзу з літератури (2009)[17]

### Номінації
- Премія Наутілус (2007)[18]

## Вистава

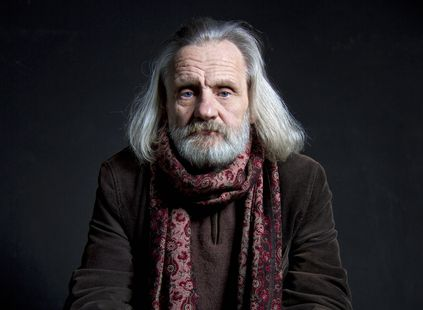
Польський режисер Януш Опрінський у 2012 році

16 вересня 2013 року о 18:30 на київському фестивалі Гогольfest на Театральній сцені відбулась прем'єра вистави «Лід» польського режисера Януша Опрінського. Сюжет побудований на подіях роману «Крига». Триває спектакль чотири години, що у порівнянні з романом є відеокліпом.

## «Крига» в Україні
Роман «Крига» презентований 22 вересня 2018 року у Львівському прес-клубі в рамках 25 Book Forum Lviv. Учасниками презентації були: автор Яцек Дукай, перекладач Андрій Павлишин, головний редактор видавництва «Астролябія» Богдан Пастух та модератор літературний критик, письменник Володимир Арєнєв.
Організатори 25 Book Forum Lviv зазначили, що «сюжет детективної книги розкриває цілий пласт історичних та соціальних проблем. Несподіваний сюжет захоплює читача на першій сторінці і не відпускає аж до останньої».

## Переклади українською
21 січня 2016 року стало відомо, що видавництво «Астролябія» викупило права на видання роману та декілька інших творів письменника. За словами Олега Фешовця переклад займе 1,5 року.
У 2018 році українською книгу надрукувало видавництво «Астролябія». Під час презентації у Львові, Яцек Дукай заявив, що «Я пишу для власного задоволення. Інколи ставлю перед собою дивні та оригінальні цілі. Але в цьому я вбачаю сенс своєї творчості. Це розвиває мої амбіції та силу волі. Бо для чого робити щось, про що ми знаємо заздалегідь, що воно принесе успіх? — говорить автор. При цьому додає, що мета його роботи — не гроші».

### Перелік перекладів
- Крига. I-II частини / переклав з польської Андрій Павлишин. — Львів: Астролябія, 2018. — 608 с. — ISBN 978-617-664-150-6[22]
- Крига. III-IV частини / переклав з польської Андрій Павлишин. — Львів: Астролябія, 2018. — 832 с. — ISBN 978-617-664-151-3[23]
- Крига. І-II частини (електронна версія) / переклав з польської Андрій Павлишин. — Львів: Астролябія, 2018. — 608 с.
- Крига. III-IV частини (електронна версія) / переклав з польської Андрій Павлишин. — Львів: Астролябія, 2018. — 832 с.